# 샘 앤더슨
샘 앤더슨(Sam Anderson, 1945년 5월 13일 ~ )은 와페톤, 노스 다코타에서 태어나 노스 다코타 대학교를 졸업한 미국의 배우이다.
1970년대에 캘리포니아주 랭커스터에서 드라마 안텔로프 밸리 대학교에 출연했다. 1985년에 쌍둥이 자녀를 얻는다. 그 외에도 미국 문학상, 창작상을 수상받는다. 미국 미스터리 작가 모임의 회원이기도 하다.